# Pinheiro
Pinheiro – miasto i gmina w Brazylii leżące w stanie Maranhão. Gmina zajmuje powierzchnię 1512,965 km². Według danych szacunkowych w 2016 roku miasto liczyło 81 924 mieszkańców. Położone jest około 100 km na zachód od stolicy stanu, miasta São Luís, oraz około 1900 km na północ od Brasílii, stolicy kraju. 
W 2014 roku wśród mieszkańców gminy PKB per capita wynosił 8311,75 reais brazylijskich.